# Farqas
Farqas (persiska: فَرغَس, فَرگَس, فرقس) är en ort i Iran.   Den ligger i provinsen Markazi, i den centrala delen av landet, 280 km sydväst om huvudstaden Teheran. Farqas ligger 1 982 meter över havet och antalet invånare är 304.
Terrängen runt Farqas är kuperad åt nordost, men åt sydväst är den platt.Runt Farqas är det ganska glesbefolkat, med 48 invånare per kvadratkilometer. Närmaste större samhälle är Khvomeh-ye Pā'īn, 19,7 km söder om Farqas. Trakten runt Farqas består i huvudsak av gräsmarker.